# أندرو بيتري
أندرو بيتري (بالإنجليزية: Andrew Petrie) هو مستكشف ومهندس معماري أسترالي، ولد في 1798 في فايف (اسكتلندا) في المملكة المتحدة، وتوفي في 20 فبراير 1872 في بريزبان في أستراليا.

## وصلات خارجية
- أندرو بيتري على موقع الموسوعة البريطانية (الإنجليزية)